# Braunsapis albipennis
Braunsapis albipennis là một loài Hymenoptera trong họ Apidae. Loài này được Friese mô tả khoa học năm 1909.
Loài này phân bố ở Zimbabwe.